# Blaignan
Blaignan ist eine ehemalige französische Gemeinde im Département Gironde in der Region Nouvelle-Aquitaine mit 260 Einwohnern (Stand: 1. Januar 2019). Die Einwohner werden Blaignanais und Blaignanaises genannt.
Zum 1. Januar 2019 wurde Blaignan mit Prignac-en-Médoc zur Commune nouvelle Blaignan-Prignac mit Sitz in Blaignan zusammengelegt. Blaignan besitzt hierbei den Status einer Commune déléguée.

## Geografie
Blaignan liegt etwa 59 Kilometer nordnordwestlich von Bordeaux im Médoc.
Umgeben wird Blaignan von den Nachbargemeinden 
| Civrac-en-Médoc                     |                                             | Couquèques           |
| Prignac-en-Médoc (Blaignan-Prignac) | Kompassrose, die auf Nachbargemeinden zeigt | Saint-Yzans-de-Médoc |
| Lesparre-Médoc                      | Ordonnac                                    |                      |

## Bevölkerung
| Jahr      | 1954 | 1962 | 1968 | 1975 | 1982 | 1990 | 1999 | 2006 | 2013 |
| --------- | ---- | ---- | ---- | ---- | ---- | ---- | ---- | ---- | ---- |
| Einwohner | 249  | 210  | 207  | 254  | 258  | 234  | 239  | 217  | 251  |

## Sehenswürdigkeiten
- Kirche Saint-Pierre aus dem 19. Jahrhundert mit romanischer Apsis
- Zahlreiche Weingüter
- Windmühle, erbaut 1747
- Wallburg

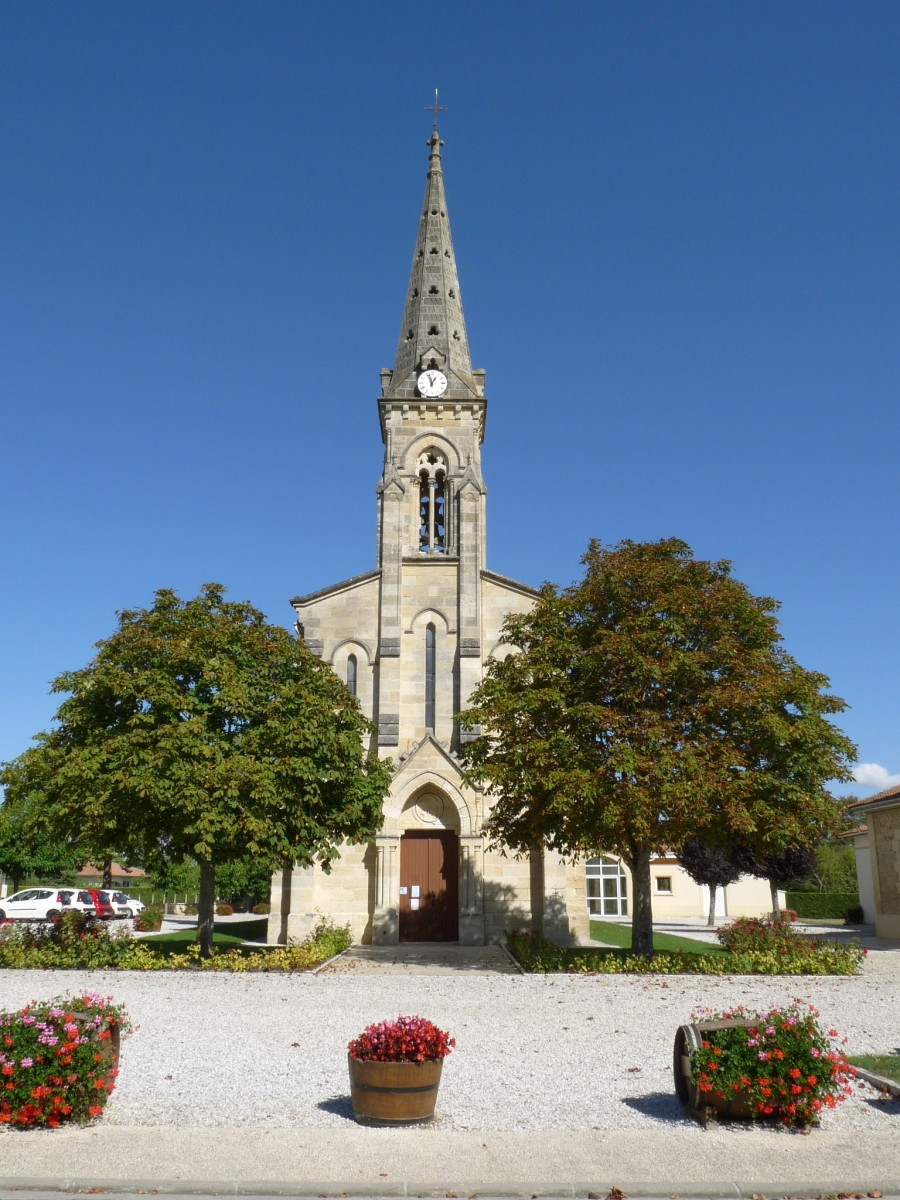
Kirche Saint-Pierre
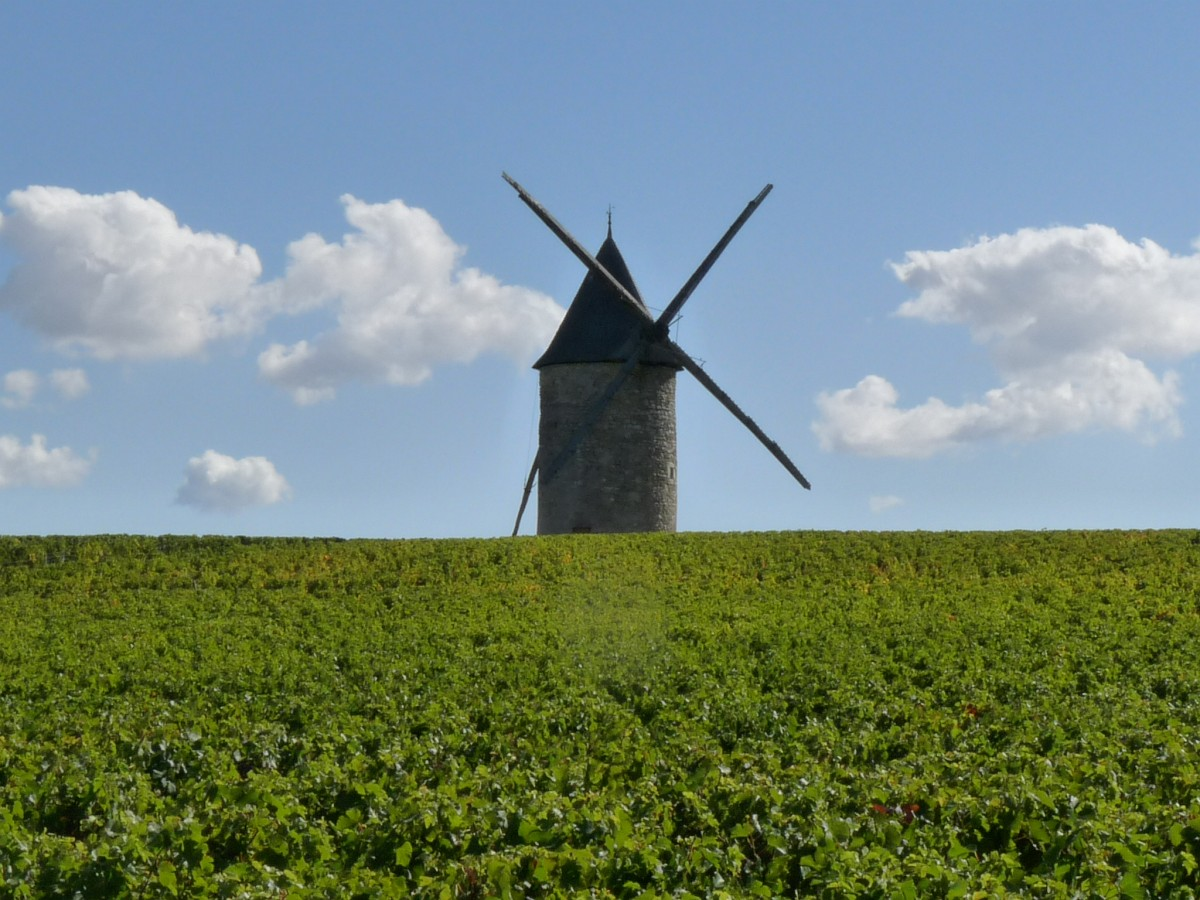
Windmühle
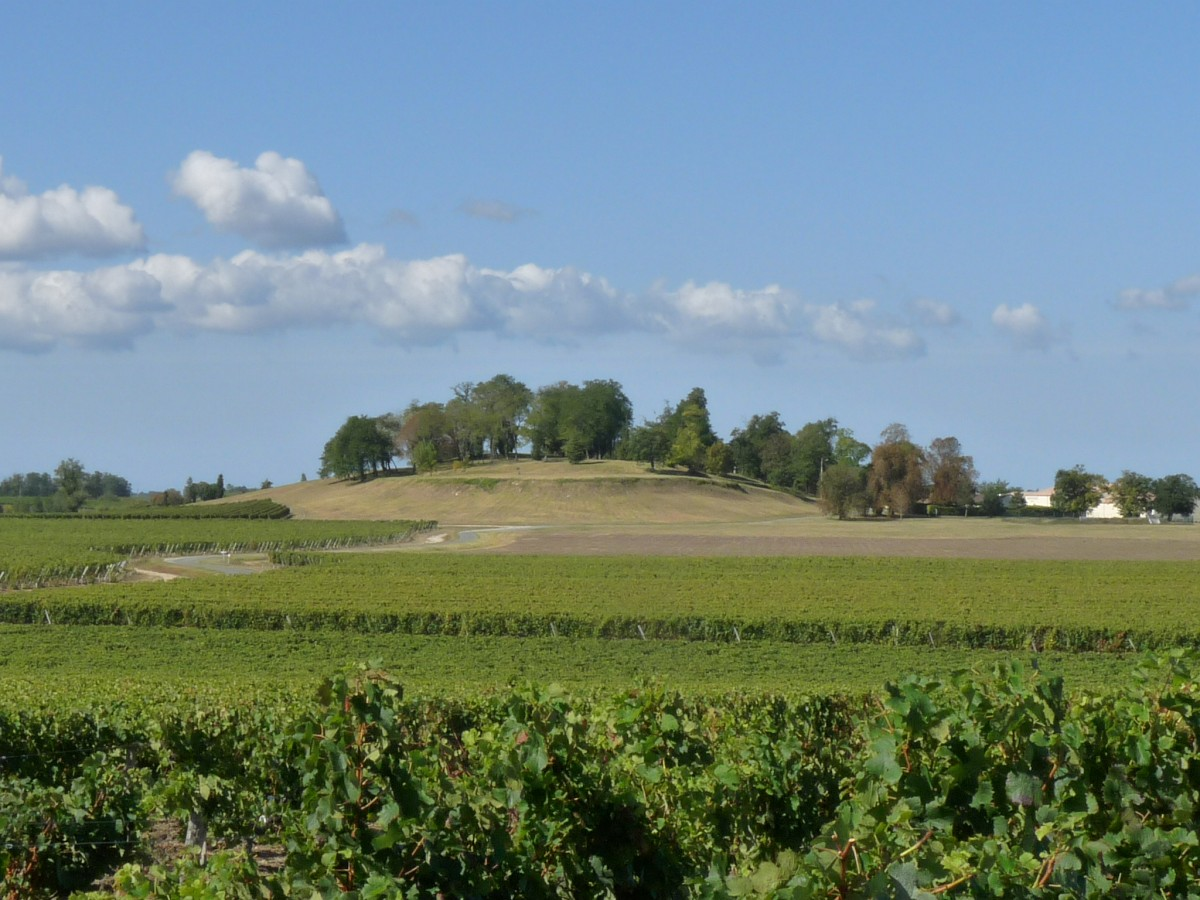
Reste der früheren Wallburg